# Metafroneta
Genre
Metafroneta est un genre d'araignées aranéomorphes de la famille des Linyphiidae.

## Distribution
Les espèces de ce genre sont endémiques de Nouvelle-Zélande.

## Liste des espèces
Selon World Spider Catalog (version 16.5, 27/10/2015) :
- Metafroneta minima Blest, 1979
- Metafroneta sinuosa Blest, 1979
- Metafroneta subversa Blest & Vink, 2002

## Publication originale
- Blest, 1979 : The spiders of New Zealand. Part V. Linyphiidae-Mynoglenidae. Otago Museum Bulletin, vol. 5, p. 95-173.